# س. جاي والاس
س. جاي والاس (بالإنجليزية: C. J. Wallace)‏ هو لاعب كرة قدم أمريكية أمريكي، ولد في 17 أبريل 1985 في ساكرامنتو في الولايات المتحدة.

## وصلات خارجية
- س. جاي والاس على موقع مرجع كرة القدم المحترفة.كوم (الإنجليزية)